# Internazionali d'Italia 2004 - Qualificazioni singolare maschile
Le qualificazioni del singolare maschile dell'Internazionali d'Italia 2004 sono state un torneo di tennis preliminare per accedere alla fase finale della manifestazione. I vincitori dell'ultimo turno sono entrati di diritto nel tabellone principale. In caso di ritiro di uno o più giocatori aventi diritto a questi sono subentrati i lucky loser, ossia i giocatori che hanno perso nell'ultimo turno ma che avevano una classifica più alta rispetto agli altri partecipanti che avevano comunque perso nel turno finale.
Le qualificazioni del torneoInternazionali d'Italia  2004 prevedevano 32 partecipanti di cui 8 sono entrati nel tabellone principale.

## Teste di serie
1. Victor Hănescu (primo turno)
2. David Ferrer (Qualificato)
3. Ivo Karlović (Qualificato)
4. Antony Dupuis (primo turno)
5. Dmitrij Tursunov (primo turno)
6. Karol Kučera (primo turno)
7. Mario Ančić (Qualificato)
8. Rubén Ramírez Hidalgo (ultimo turno)

1. Giorgio Galimberti (primo turno)
2. Olivier Mutis (primo turno)
3. Christophe Rochus (primo turno)
4. Igor' Andreev (Qualificato)
5. Wayne Arthurs (Qualificato)
6. Stefan Koubek (ultimo turno)
7. Óscar Hernández (ultimo turno)
8. Alex Bogomolov Jr. (primo turno)

## Qualificati
1. Massimo Dell'Acqua
2. David Ferrer
3. Ivo Karlović
4. Florian Mayer

1. Wayne Arthurs
2. Àlex Corretja
3. Mario Ančić
4. Igor' Andreev

## Tabellone

### Legenda
| - Q = Qualificato - WC = Wild card - LL = Lucky loser | - ALT = Alternate - SE = Special Exempt - PR = Protected Ranking | - w/o = Walkover - r = Ritirato - d = Squalificato |

### Sezione 1
|  | Primo turno | Primo turno        | Primo turno        | Primo turno | Primo turno |  |  | Ultimo turno | Ultimo turno       | Ultimo turno | Ultimo turno | Ultimo turno |  |
|  |             |                    |                    |             |             |  |  |              |                    |              |              |              |  |
|  |             | Massimo Dell'Acqua | Massimo Dell'Acqua | 7           | 7           |  |  |              |                    |              |              |              |  |
|  | 1           | Victor Hănescu     | Victor Hănescu     | 5           | 68          |  |  |              | Massimo Dell'Acqua | 6            | 65           | 6            |  |
|  | 14          | Stefan Koubek      | 4                  | 6           | 6           |  |  | 14           | Stefan Koubek      | 4            | 7            | 3            |  |
|  |             | Gilles Elseneer    | 6                  | 4           | 1           |  |  |              |                    |              |              |              |  |

### Sezione 2
|  | Primo turno | Primo turno         | Primo turno         | Primo turno        | Primo turno |  |  | Ultimo turno | Ultimo turno       | Ultimo turno       | Ultimo turno | Ultimo turno |  |
|  |             |                     |                     |                    |             |  |  |              |                    |                    |              |              |  |
|  | 2           | David Ferrer        | David Ferrer        | 6                  | 6           |  |  |              |                    |                    |              |              |  |
|  |             | Vincenzo Santopadre | Vincenzo Santopadre | 3                  | 2           |  |  | 2            | David Ferrer       | David Ferrer       | 6            | 7            |  |
|  |             | Giorgio Galimberti  | Giorgio Galimberti  | Giorgio Galimberti | 1           |  |  |              | Giorgio Galimberti | Giorgio Galimberti | 2            | 6(0)         |  |
|  | 9           | Raemon Sluiter      | Raemon Sluiter      | Raemon Sluiter     | 5r          |  |  |              |                    |                    |              |              |  |

### Sezione 3
|  | Primo turno | Primo turno        | Primo turno        | Primo turno | Primo turno |  |  | Ultimo turno | Ultimo turno       | Ultimo turno       | Ultimo turno | Ultimo turno |  |
|  |             |                    |                    |             |             |  |  |              |                    |                    |              |              |  |
|  | 3           | Ivo Karlović       | Ivo Karlović       | 6           | 6           |  |  |              |                    |                    |              |              |  |
|  |             | Lu Yen-hsun        | Lu Yen-hsun        | 4           | 4           |  |  | 3            | Ivo Karlović       | Ivo Karlović       | 6            | 6            |  |
|  |             | Alex Bogomolov Jr. | Alex Bogomolov Jr. | 6           | 6           |  |  |              | Alex Bogomolov Jr. | Alex Bogomolov Jr. | 3            | 4            |  |
|  | 16          | Lars Burgsmüller   | Lars Burgsmüller   | 4           | 2           |  |  |              |                    |                    |              |              |  |

### Sezione 4
|  | Primo turno | Primo turno   | Primo turno | Primo turno | Primo turno |  |  | Ultimo turno  | Ultimo turno  | Ultimo turno | Ultimo turno | Ultimo turno |  |
|  |             |               |             |             |             |  |  |               |               |              |              |              |  |
|  |             | Florian Mayer | 7           | 2           | 6           |  |  |               |               |              |              |              |  |
|  | 4           | Antony Dupuis | 65          | 6           | 1           |  |  | Florian Mayer | Florian Mayer | 7            | 3            | 6            |  |
|  |             | Olivier Mutis | 6           | 69          | 6           |  |  | Olivier Mutis | Olivier Mutis | 5            | 6            | 3            |  |
|  | 10          | Tomáš Berdych | 2           | 7           | 3           |  |  |               |               |              |              |              |  |

### Sezione 5
|  | Primo turno | Primo turno      | Primo turno      | Primo turno | Primo turno |  |  | Ultimo turno | Ultimo turno  | Ultimo turno | Ultimo turno | Ultimo turno |  |
|  |             |                  |                  |             |             |  |  |              |               |              |              |              |  |
|  |             | Albert Portas    | Albert Portas    | 6           | 6           |  |  |              |               |              |              |              |  |
|  | 5           | Dmitrij Tursunov | Dmitrij Tursunov | 4           | 2           |  |  |              | Albert Portas | 5            | 7            | 3            |  |
|  | 13          | Wayne Arthurs    | 4                | 6           | 6           |  |  | 13           | Wayne Arthurs | 7            | 5            | 6            |  |
|  |             | Marc López       | 6                | 3           | 3           |  |  |              |               |              |              |              |  |

### Sezione 6
|  | Primo turno | Primo turno       | Primo turno       | Primo turno | Primo turno |  |  | Ultimo turno      | Ultimo turno      | Ultimo turno | Ultimo turno | Ultimo turno |  |
|  |             |                   |                   |             |             |  |  |                   |                   |              |              |              |  |
|  |             | Àlex Corretja     | Àlex Corretja     | 6           | 6           |  |  |                   |                   |              |              |              |  |
|  | 6           | Karol Kučera      | Karol Kučera      | 4           | 4           |  |  | Àlex Corretja     | Àlex Corretja     | 6            | 2            | 6            |  |
|  |             | Christophe Rochus | Christophe Rochus | 6           | 6           |  |  | Christophe Rochus | Christophe Rochus | 1            | 6            | 3            |  |
|  | 11          | Karol Beck        | Karol Beck        | 4           | 3           |  |  |                   |                   |              |              |              |  |

### Sezione 7
|  | Primo turno | Primo turno      | Primo turno      | Primo turno | Primo turno |  |  | Ultimo turno | Ultimo turno    | Ultimo turno    | Ultimo turno | Ultimo turno |  |
|  |             |                  |                  |             |             |  |  |              |                 |                 |              |              |  |
|  | 7           | Mario Ančić      | Mario Ančić      | 6           | 6           |  |  |              |                 |                 |              |              |  |
|  |             | Fernando Vicente | Fernando Vicente | 1           | 4           |  |  | 7            | Mario Ančić     | Mario Ančić     | 6            | 6            |  |
|  | 15          | Óscar Hernández  | 2                | 6           | 6           |  |  | 15           | Óscar Hernández | Óscar Hernández | 3            | 2            |  |
|  |             | Uros Vico        | 6                | 1           | 4           |  |  |              |                 |                 |              |              |  |

### Sezione 8
|  | Primo turno | Primo turno              | Primo turno              | Primo turno | Primo turno |  |  | Ultimo turno | Ultimo turno          | Ultimo turno | Ultimo turno | Ultimo turno |  |
|  |             |                          |                          |             |             |  |  |              |                       |              |              |              |  |
|  | 8           | Rubén Ramírez Hidalgo    | Rubén Ramírez Hidalgo    | 6           | 6           |  |  |              |                       |              |              |              |  |
|  |             | Martín Vassallo Argüello | Martín Vassallo Argüello | 2           | 3           |  |  | 8            | Rubén Ramírez Hidalgo | 6            | 3            | 3            |  |
|  | 12          | Igor' Andreev            | Igor' Andreev            | 6           | 6           |  |  | 12           | Igor' Andreev         | 4            | 6            | 6            |  |
|  |             | Marc Rosset              | Marc Rosset              | 4           | 2           |  |  |              |                       |              |              |              |  |